# Christian Benítez
Cristian Rogelio Benítez Betancourt (Quito, 1º maggio 1986 – Doha, 29 luglio 2013) è stato un calciatore ecuadoriano, di ruolo attaccante.

## Biografia
Soprannominato Chucho, era il figlio di Ermen Benítez, anch'egli calciatore professionista.
Il 29 luglio 2013, all'età di 27 anni, viene colpito da un infarto nella sua casa in Qatar, dove si era da poco trasferito. L'attacco cardiaco è stato fatale per il calciatore, il quale ha lasciato una moglie e due figli.
La sua morte ha suscitato numerose dimostrazioni di solidarietà da parte di alcuni grandi protagonisti del calcio internazionale, come Radamel Falcao e Luis Antonio Valencia, anch'egli ecuadoriano e compagno di Nazionale di Benítez.

## Carriera

### Club

#### Santos Laguna
Passate tre stagioni in Ecuador nell'El Nacional, si trasferì al Santos Laguna nel 2007. Sempre nel 2007 fu premiato come migliore giocatore ecuadoriano militante in un campionato esterno all'Ecuador, e nella seconda stagione segnò 10 gol contribuendo alla vittoria del Clausura 2008. Inoltre era stato il quarto giocatore ecuadoriano ad aver vinto il campionato messicano dopo Ítalo Estupiñán, Álex Aguinaga e Agustín Delgado.

#### Birmingham City
Il 3 giugno 2009 il Birmingham City ufficializzò il suo ingaggio in prestito con diritto di riscatto per una cifra compresa tra i 6 e i 9 milioni di sterline. Il 16 agosto 2009 debutta con la nuova maglia, nella sconfitta per 0-1 contro il Manchester United. Il 9 novembre seguente segna il suo primo gol in Premier League, nel pareggio per 2-2 contro il Liverpool, raccogliendo un assist di Scott Dann.
A fine stagione il club non riscatta il suo cartellino ed il giocatore fa quindi ritorno al Santos Laguna.

#### Club América e Al-Jaish
Il 1º luglio 2011 viene acquistato dal Club América per otto milioni di euro. Con la maglia delle Aquile disputa tre campionati, realizzando 52 reti in 79 partite, e la squadra torna a vincere un torneo dopo otto anni nel 2013 ma Benítez esprime la sua volontà di trasferirsi altrove.
Il 7 luglio 2013 passa al club qatariota dell'Al-Jaish, che lo acquista per 12 milioni di euro, tuttavia riesce a disputare solo uno spezzone di partita con la nuova squadra a causa della sua morte prematura.

### Nazionale
Con la nazionale maggiore ecuadoriana esordì nel 2005 e partecipò al campionato del mondo 2006. Segnò il suo primo gol in nazionale il 6 settembre 2006 in un'amichevole contro il Perù terminata 1-1. Complessivamente ha totalizzato 58 presenze e 24 reti con la maglia dell'Ecuador.
In seguito alla sua prematura scomparsa, la federazione calcistica dell'Ecuador ha deciso di omaggiare la sua memoria con il ritiro della maglia numero 11 della nazionale.

## Palmarès

### Club
- Campionato ecuadoriano: 2

El Nacional: Clausura 2005, 2006
- Campionato messicano: 2

Santos Laguna: Clausura 2008
Club América: Clausura 2013

### Individuale
- Pallone d'oro (Messico): 1

Clausura 2008